# سباستین سبول
سباستین سبول (اوکراینی: Севастіян Степан Сабол؛ ۷ دسامبر ۱۹۰۹ – ۲۰ فوریهٔ ۲۰۰۳) نویسنده اهل اوکراین بود.